# Улица Галины Кузьменко (Чернигов)
Улица Галины Кузьменко (до 2023 года — улица Маяковского) (укр. Вулиця Галини Кузьменко) — улица в Новозаводском районе города Чернигова, исторически сложившаяся местность (район) Землянки. Пролегает от тупика до улицы Александра Мациевского (Попудренко).
Нет примыкающих улиц.

## История
Троицкий переулок — из-за названия Троицкой улицы от которой проложен — был проложен и заселён в период 1908-1917 годы. Застроен индивидуальными домами. После переименования Троицкой улицы в 1919 году на улицу Перетця, в 1927 году Троицкий переулок был переименован на Потаповскую улицу. 
Потаповская улица была переименована на улица Маяковского — в честь русского советского поэта Владимира Владимировича Маяковского.
Пролегала в виде ломаной линии, концы которой соединены с улицей Попудренко. В 1980-е годы улица была разделена, где начало улицы длиной 250 м было преобразовано — в связи со строительством жилого дома и детсада № 42 — превратив начало улицы во внутридомовой проезд.
С целью проведения политики очищения городского пространства от топонимов, которые возвеличивают, увековечивают, пропагандируют или символизируют Российскую Федерацию и Республику Беларусь, 21 февраля 2023 года улица получила современное название — в честь военнослужащего УПА Галины Кузьменко, согласно Решению Черниговского городского совета № 29/VIII-7 «Про переименование улиц в городе Чернигове» («Про перейменування вулиць у місті Чернігові»).

## Застройка
Улица пролегает в юго-западном направлении. Парная и непарная стороны улицы заняты усадебной застройкой. Среди домов есть примеры народного деревянного строительства и резьбы (например, дом № 9).
Учреждения: нет